# Loup de l'Est
Canis lycaon, Canis lupus lycaon
Espèce
Synonymes
- Canis lupus canadensis (de Blainville, 1843)[1]
- Canis lupus lycaon Schreber, 1775 (préféré par BioLib)[1]
- Canis lupus ungavensis (Comeau, 1940)[1]

Statut CITES
Le loup de l'Est (Canis lycaon) est un mammifère carnivore de la famille des Canidae que l'on trouve en Amérique du Nord. Les études génétiques réalisées au XXIe siècle confirment qu'il s'agit bien d'une espèce du Nouveau Monde à part entière et non pas d'une sous-espèce (Canis lupus lycaon) du Loup gris (Canis lupus) comme on l'a accepté un temps. En français, de nombreux noms ont été proposés pour le désigner (loup du Canada, loup gris de l'Est, loup rouge de l'Est, loup des bois de l'est...) mais c'est l'appellation Loup de l'Est qui est la plus courante.
Les populations de ce loup se rencontrent principalement au Canada, en particulier dans l'aire protégée du parc provincial Algonquin.
Il ne faut pas confondre Canis lycaon avec une autre espèce de Canidés bien différente, le lycaon (Lycaon pictus).

## Espèce ou sous-espèce?
La communauté scientifique a changé plusieurs fois d'avis au cours de l'histoire.
Les premières classifications réalisées ont considéré ce loup comme étant une espèce à part entière (Canis lycaon), distincte du Loup gris (Canis lupus). Ensuite, en se basant sur les études morphologiques, on a émis l'hypothèse que le Loup de l'Est serait une sous-espèce de ce dernier, que l'on a désignée alors comme Canis lupus lycaon. D'autres encore considèrent qu'il s'agit plutôt du résultat de croisements entre le Loup gris, le Loup rouge ou le coyote.
Les études moléculaires réalisées en 2003 suggèrent de nouveau que le Loup de l'Est est bien une espèce à part entière du Nouveau Monde, conspécifique avec le Loup rouge (Canis rufus Audubon et Bachman, 1851),, en tout cas distincte et ayant évolué indépendamment du loup gris d'origine eurasienne, même s'ils se croisent fréquemment sur les mêmes territoires,. Ceci a été confirmé en 2006 et aussi en 2010 par une étude réalisée sur les loups du parc provincial Algonquin, région où différentes populations se partagent le territoire tout en conservant des caractéristiques génétiques distinctes.

## Morphologie

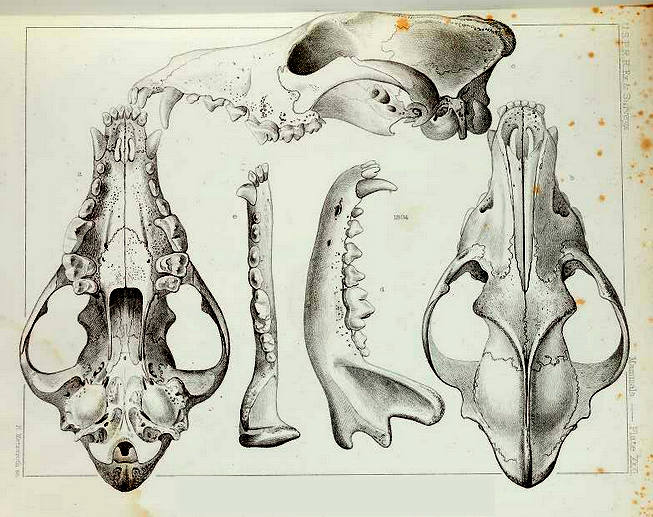
Crâne.

Le loup de l'Est est plus petit que le Loup gris. Il a une peau grisâtre-brun pâle. Le dos et les flancs sont couverts de longs poils noirs. Le dos de ses oreilles a une légère couleur rougeâtre.
Le loup de l'Est est également plus maigre que le Loup gris ce qui lui confère l'aspect d'un coyote. Cette allure de coyote est due aux multiples hybridations loup/coyote qui ont lieu fréquemment dans les parcs.

## Reproduction
Les loups gris attaquent, tuent ou chassent les coyotes s'ils les trouvent ; des études menées en 1998 par John et Mary Theberge suggèrent que les loups de l'Est mâles acceptent les femelles coyotes. John Theberge déclare que, parce que les coyotes sont plus petits que les loups, les louves seraient moins enclines à accepter un plus petit compagnon.
Au sein de ces populations mélangées, la taille des individus obtenus dépend du niveau d'hybridation du loup de l'Est avec les deux autres espèces de canidés, le loup gris (Canis lupus) et le coyote de l'Ouest (Canis latrans), qui ne peuvent pas s'hybrider entre elles.

## Régime alimentaire
Ce loup s'attaque principalement à des cervidés ou de plus petits mammifères. Contrairement aux loups gris qui sont globalement de plus grande taille, ils ne s'attaquent que très rarement aux orignaux, même s'ils sont abondants.
Si les proies du loup de l'Est sont donc principalement des cervidés comme le cerf de Virginie, ils capturent aussi volontiers de plus petits mammifères, des lagomorphes et des rongeurs, comprenant le castor, le rat musqué et les souris.

## Population et répartition
Les recherches menées au Canada au XXIe siècle, identifient en fait deux types de loups sur ce territoire : le type Ontario, confiné principalement dans les forêts boréales et qui serait bien un Canis lupus et le type Algonquin d'espèce Canis lycaon que l'on rencontre aussi en forêt tempérée décidue.
Le loup de l'Est occupe principalement le secteur de l'aire protégée du Parc provincial Algonquin qui est bordé au sud par une zone où vivent des coyotes hybrides (C. lycaon x C. latrans), nommés « Tweed wolf » en anglais. On pense qu'il doit aussi se trouver au Minnesota et Manitoba. Dans le passé, ces espèces arrivaient peut-être plus en avant dans les États-Unis, mais après l'arrivée des Européens, ces loups ont été fortement persécutés dans le pays. Au Canada, le nombre exact de loups de l'Est est inconnu.
Dans l'Algonquin, des loups voyagent souvent en dehors des frontières du parc, et entrent dans des régions de fermes où certains sont tués. « De tous les décès de loup enregistrés de 1988 à 1999, un minimum de 66 % a été provoqué par des humains. Les frontières extérieures de tir du parc étaient les principales causes de décès pour des loups équipés de puces en parc d'Algonquin. ». Un loup marqué en juillet 1992 a été repéré en octobre dans le Parc de la Gatineau, qui est à 170 kilomètres du parc d'Algonquin. Mi-décembre, il avait fait son retour dans l'Algonquin, puis, en mars 1993, la tête tranchée de ce loup a été trouvée clouée à un poteau de téléphone dans le Round Lake par un homme qui détestait les loups.
L'espèce Canis lycaon, formerait en fait une métapopulation,. Cette métapopulation garde ainsi un haut degré de variabilité et d'adaptation qui lui permet de résister à la concurrence de l'homme mieux que le Loup gris dont les populations diminuent. Au contraire de leurs cousins gris, les populations ayant majoritairement un matériel génétique Canis lycaon, ou celles des coyotes avec lesquels ils se sont croisés, tendent à se développer.

## Préservation des populations
Il est difficile d'estimer le nombre de Canis lycaon vivant dans la région supérieure des Grands Lacs, les différentes espèces de canidés s'y croisant et se mélangeant volontiers.
Le coyote et le loup de l'Est se ressemblent tellement qu'une interdiction de chasse a été instaurée pour tous les loups du Canada mais aussi pour les coyotes, de façon à éviter toute mort accidentelle, le loup gris, le loup de l'Est et le coyote se côtoyant sur le territoire canadien.
Selon Parcs Canada et les sociétés gérant les régions sauvages estiment que l'hybridation avec les coyotes peut être un danger pour la préservation de l'espèce Canis lycaon. Le Comité sur le statut de la faune du Canada (COSEWIC) a en effet identifié l'hybridation loup/coyote, comme étant l'une des menaces principales auxquelles faisaient face les loups de l'Est. L'hybridation continue à être également un défi sérieux pour le rétablissement du loup rouge en Caroline du Nord.
En 2008 une étude a montré qu'il est possible d'étudier ces loups de plus près sans occasionner de perturbations durables sur le comportement des familles, ni augmenter la mortalité des louveteaux et les recherches qui ont été faites par ailleurs donnent des indications sur la répartition passée de ce loup des bois de l'est. Tout ceci aura des conséquences sur la gestion de la réintroduction des loups dans les États du nord-est américain.